# Bielsko (Groot-Polen)
Bielsko is een dorp in de gemeente Międzychód, woiwodschap Groot-Polen, in het westen van Polen. Het ligt ca 3 km ten oosten van Międzychód en ruim 70 km ten noordwesten van de regionale hoofdstad Poznań. Het dorp telde in 2011 1604 inwoners.

## Sport en recreatie
Door deze plaats loopt de Europese wandelroute E11. De E11 loopt van Den Haag naar het oosten, op dit moment tot de grens Polen/Litouwen. De route komt van Międzychód en vervolgt tussen de meren door richting Ławica.